# Parafia św. Jerzego w Wornianach
Parafia św. Jerzego w Wornianach – rzymskokatolicka parafia znajdująca się w diecezji grodzieńskiej, w dekanacie Ostrowiec, na Białorusi.
Do parafii należy kaplica filialna św. Filomeny w Woronie.

## Historia
W 1462 Maryna Sągajłowa ufundowała tutaj kościół pw. Bożego Ciała, przy którym erygowano parafię. W 1769 Maryanna Abramowiczowa wzniosła obecny kościół pw. św. Jerzego, który w tym samym roku konsekrował biskup pomocniczy wileński Tomasz Ignacy Zienkowicz.
Od początków swego istnienia parafia należała do diecezji wileńskiej. W XVIII w. wchodziła w skład dekanatu oszmiańskiego, wśród którego dziekanów byli także proboszczowie worniańscy. W II poł. XIX parafia należała do dekanatu wileńskiego powiatowego. W II Rzeczypospolitej wieś była stolicą dekanatu Worniany.
Podczas II wojny światowej tutejszy proboszcz ks. dziekan Jan Sielewicz oraz wikariusz ks. Hipolit Chruściel ukrywali wśród zaufanych parafian Żydów, tak pochodzących z Wornian jak i przysyłanych przez ks. Michała Sopoćkę uciekinierów z wileńskiego getta. Rektor kaplicy w Woronie ks. Ignacy Kardis ukrywał w swoim domu dwie Żydówki. Ks. Sielewicz został odznaczony tytułem Sprawiedliwy wśród Narodów Świata.
W 1945 Worniany znalazły się w granicach Związku Sowieckiego. Kościół został znacjonalizowany i przekształcony w klub, a parafia zlikwidowana. Odrodziła się po zwrocie świątyni. 11 kwietnia 1990 kościół został ponownie konsekrowany. Od 1991 parafia znajduje się w diecezji grodzieńskiej.

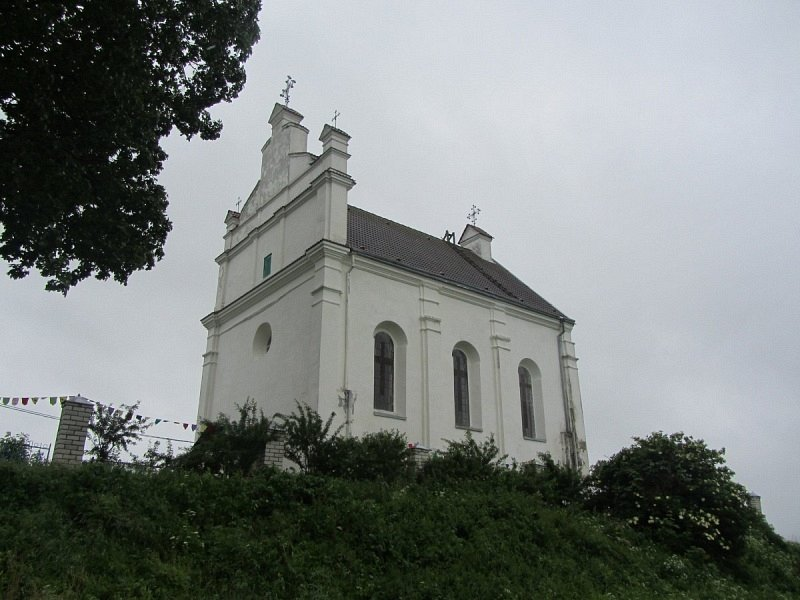
kaplica filialna w Woronie